# Teologické kvalifikace
Jako teologické kvalifikace nebo též cenzury se v katolické teologii označují učitelským úřadem nebo teology vypracovaná hodnocení věroučných výpovědí podle toho, s jakým stupněm jistoty lze poznat jejich shodu nebo rozpor s Božím zjevením. 
Cílem kvalifikací je jednak chránit víru, jednak bránit záměně Božího zjevení s pouhými teologickými názory.
Kvalifikace jsou pozitivní a negativní podle toho, zda věroučnou výpověď označují jako správnou či nesprávnou. Negativní kvalifikace se nazývají též cenzury.
Pro teologické kvalifikace neexistuje v církvi závazný systém, nejsou chápány vždy a všude stejně. Jejich seznamy, rozdělení a hodnocení se u různých autorů liší. Následující seznam vychází především z Nárysu katolické dogmatiky Ludwiga Otta.

## Nejdůležitější kvalifikace
- Výpověď patří k božské víře (de fide divina, tj. obsah této výpovědi věříme Bohu), pokud je výslovně obsažena v absolutně závazných pramenech víry, jako je Písmo. Opačná kvalifikace: omyl v božské víře.
  - Je-li výpověď zastávána i učitelským úřadem církve, patří k božské a katolické víře (de fide divina et catholica). Opačná kvalifikace: výpověď je formálně heretická.
    - Je-li navíc definována papežem či koncilem, je poučkou definované víry (de fide definita).
- V souladu s pouze církevní vírou (de fide ecclesiastica) je výpověď, jež není přímo Bohem zjevena, ale je zaručena učitelským úřadem. Opačná kvalifikace: omyl v oblasti církevní víry (erronea in fide).
- Výpověď blízká víře (fidei proximum) platí jako zjevená pravda, ale církev ji takovou ještě nehlásá. Opak: výpověď je podezřelá z hereze (haeresi suspecta).
- Výpověď je teologicky jistá, pokud se církev o její pravdivosti nebo blízkosti ke zjevení dosud nevyjádřila, ale její popírání by znamenalo popření nebo ohrožení určité teologické pravdy. Opak: nesprávná a opovážlivá výpověď  (temeraria), teologický omyl.

## Další kvalifikace
- souhlasné mínění teologů
- pravděpodobný názor
- „zbožný“ názor
- trpěný názor
- názor urážející náboženský cit
- záludný názor vzbuzující pohoršení
- apod.